# Micro-elektronica

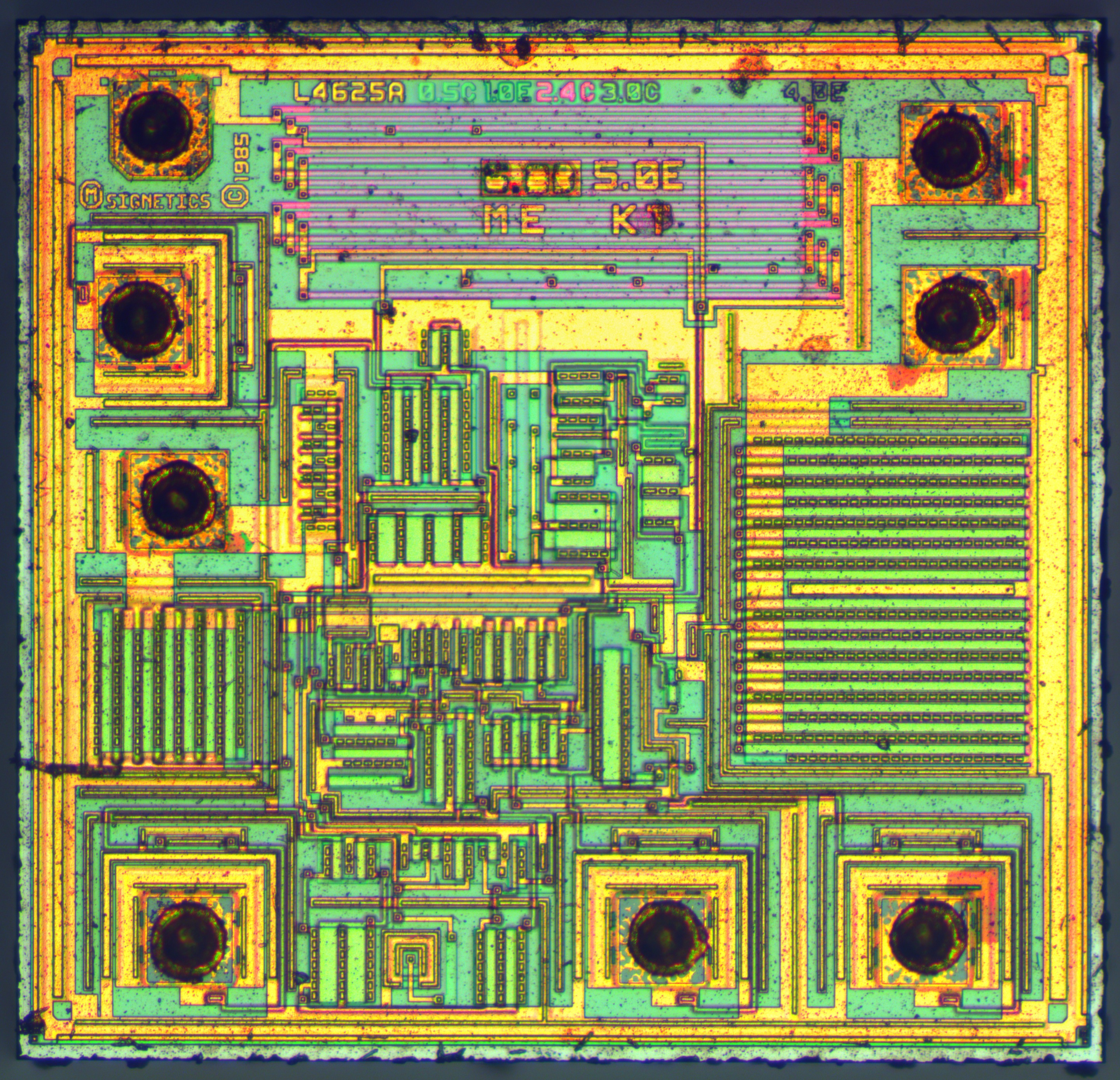
Uitvergroting van de NXP 7555 een cmos versie van de 555 timer.

Micro-elektronica is een tak van de elektronica, in het bijzonder van de halfgeleidertechniek, die zich bezighoudt met de ontwikkeling,  het ontwerpen en de vervaardiging van elektronische geïntegreerde schakelingen op microscopische schaal.
Deze geïntegreerde schakelingen of chips (integrated circuits, IC's) genoemd, zijn halffabricaten die bijvoorbeeld worden gebruikt in microprocessors en computergeheugens. De geometrische definitie van de microscopische kleine structuren, met afmetingen van enkele nanometers en groter, is gebaseerd op de fotolithografie. In de afgelopen decennia zijn de afmetingen van de structuren, transistoren, interconnecties en andere elektronische componenten in een gestaag tempo kleiner geworden ("geschaald") volgens de zogeheten wet van Moore. Deze schaling heeft enorme mogelijkheden gecreëerd, maar gaat niet zonder problemen.
Tot de mogelijkheden behoren steeds meer functies op eenzelfde chip, waardoor de systemen steeds intelligenter gedrag kunnen gaan vertonen. Men krijgt meer functionaliteit voor hetzelfde geld.
Tot de moeilijkheden rekent men onder andere de steeds grotere problemen om de gegenereerde warmte van de geïntegreerde schakeling af te voeren, beperking van de variabiliteit en betrouwbaarheid.